# Voujeaucourt
Voujeaucourt – miejscowość i gmina we Francji, w regionie Burgundia-Franche-Comté, w departamencie Doubs.
Według danych na rok 1990 gminę zamieszkiwało 3176 osób, a gęstość zaludnienia wynosiła 336 osób/km² (wśród 1786 gmin Franche-Comté Voujeaucourt plasuje się na 49. miejscu pod względem liczby ludności, natomiast pod względem powierzchni na miejscu 469.).

## Współpraca
Miejscowości partnerskie:
- Boudry, Szwajcaria